# 亞歷山大·邁爾
亞歷山大·邁爾（德语：Alexander Meier，1983年1月17日—）是德國的一位已退役足球運動員，在場上司職攻击型中場或前锋。他是2014-2015赛季德国足球甲级联赛最佳射手。

## 职业生涯

### 法兰克福
2004年7月1日，迈尔与法兰克福签约。他在法兰克福效力了14个赛季。2014-2015赛季迈尔迎来爆发，他在26场德甲联赛中打进19球。尽管他因伤缺阵最后七轮联赛，仍然力压拜仁慕尼黑队的双星罗本和萊萬多夫斯基夺得德国足球甲级联赛最佳射手。2018年5月28日，法兰克福宣布在与迈尔的合同到期后不再续约。

### 西悉尼流浪者
2019年9月20日，澳職球隊西悉尼流浪者用杰出球员的名额签下迈尔。他为西悉尼流浪者共出场12次，打进1球。他在西悉尼流浪者的表现糟糕，也受到了“家人无法获得澳大利亚签证”等场外因素的影响。2020年1月17日，迈尔与西悉尼流浪者协商解约。2020年1月28日，迈尔宣布退役。

## 国家队生涯
2006年5月17日，迈尔代表德国U21在与荷兰U21的友谊赛中替补登场，上演首秀。

## 荣誉

### 俱乐部
法兰克福
- 德国足协杯冠军：2017-2018赛季；亚军：2005-2006赛季，2016-2017赛季。
- 德国足球乙级联赛亚军：2011-2012赛季。

### 个人
- 德国足球乙级联赛最佳射手：2011-2012赛季。
- 德国足球甲级联赛最佳射手：2014-2015赛季。

## 外部連結
- Alexander Meier at eintracht.de （德文）
- Alexander Meier （页面存档备份，存于） at eintracht-archiv.de （德文）
- fussballdaten.de：Alexander Meier之統計數據 （德文）
- Alexander Meier at transfermarket.de （德文）